# Обустава у стројној
„Обустава у стројној” је југословенски ТВ филм из 1980. године. Режирао га је Берислав Макаровић а сценарио су написали Мирко Бошњак и Јелена Ловрић.

## Улоге
| Глумац                 | Улога |
| ---------------------- | ----- |
| Џевад Алибеговић       |       |
| Борис Бакал            | Бруно |
| Златко Црнковић        |       |
| Угљеша Којадиновић     |       |
| Отокар Левај           |       |
| Јован Личина           |       |
| Семка Соколовић Берток |       |
| Звонимир Торјанац      |       |
| Звонимир Зоричић       |       |